# Еврейски университет в Йерусалим
Еврейският университет в Йерусалим (на иврит: הַאוּנִיבֶרְסִיטָה הַעִבְרִית בְּיְרוּשָׁלַיִם; на арабски: الجامعة العبرية في القدس) е хронологично вторият университет в Израел, основан през 1918 г. – 30 години преди създаването на държавата Израел.
Има 3 кампуса в Йерусалим и допълнителен в Реховот. Разполага с най-голямата библиотека по юдаистика в света. Университетът има 5 учебни болници, 7 факултета, над 100 изследователски центъра и 315 академични департамента. Към 2018 г. около една трета от всички докторанти в Израел учат в Еврейския университет.
Идеята за такъв университет възниква още на ционистки събор в Катовице през 1884 г., а след това е развита на Първия ционистки конгрес в Базел през 1897 г. Мястото за построяването на сградата на университета е избрано на хълма Скопий.
Новото училище е открито с прочитане на Балфурската декларация на 1 април 1925 г. Първоначално има 3 факултета – по микробиология, химия и хебраистика.
По време на Войната за независимост на Израел университетът е отделен от еврейската част на Йерусалим, което налага до края на Шестдневната война от 1967 г. дейността му да бъде осъществявана на друго място.

## Галерия
- Откриване, 1 април 1925 г.
- Академия на иврит
- Израелска национална библиотека
- Академия за изкуство и дизайн Веселеил
- Театърът на планината Скопий